# Lee Woon-jae
Lee Woon-jae (Cheongju, 26 april 1973) is een Zuid-Koreaans gewezen voetballer die speelde als doelman. Hij speelde het grootste deel van zijn carrière voor Suwon Samsung Bluewings, en is na Hong Myung-bo en Cha Bum-kun de speler met de meeste wedstrijden in het Koreaans voetbalelftal. Hij wordt door de meeste gezien als de beste doelman in de K-League.

## Clubcarrière
Lee speelde van 1994 tot 1995 voetbal voor de Kyung Hee University. Tijdens zijn periode bij de club werd hij ook geselecteerd voor het nationale team voor het WK 1994. In 1996 ging Lee aan de slag bij Suwon Samsung Bluewings. Hij maakte zijn debuut in de K-League in 1996. In januari 2000 ging hij voor een korte periode aan de slag bij Sangju Sangmu FC (de sportafdeling van het leger van Zuid-Korea) tijdens zijn militaire dienstplicht van twee jaar. Hierna keerde hij weer terug bij Suwon Samsung Bluewings. Hij speelde uiteindelijk omtrent 350 wedstrijden voor de club en won verschillen prijzen  waaronder het landskampioenschap (vier keer), de Koreaanse League Cup (vier), tweemaal de Koreaanse Super Cup en één keer de AFC Champions League. In 2011 tekende hij bij Jeonnam Dragons. Eind 2012 besloot hij zijn spelerscarrière te beëindigen.

## Interlandcarrière
Lee werd voor het eerst opgeroepen voor het Zuid-Koreaans voetbalelftal voor de Olympische Zomerspelen 1992. Hier kwam de doelman echter nog niet in actie.
Lee maakte op 5 maart 1994 zijn debuut in het Zuid-Koreaans voetbalelftal in de met 1−0 verloren besloten oefenwedstrijd tegen Verenigde Staten B. Hij werd opgenomen in de selectie van Zuid-Korea voor het WK 1994. Hij was tweede keus achter Choi In-Young en speelde op 27 juni 1994 zijn eerste en enige wedstrijd op het toernooi, tegen Duitsland (2−3 verlies).
Hij zat bij de selectie van Zuid-Korea voor het Aziatisch kampioenschap 2000. Lee speelde op de eerste wedstrijd na alles mee op het toernooi waar uiteindelijk de derde plaats ten koste van China werd behaald. In 2001 nam hij deel aan de Confederations Cup die plaatsvond in eigen land en Japan. Het toernooi liep echter uit op een blamage en Zuid-Korea werd na een derde plaats in de poule al uitgeschakeld.
Op het WK 2002 werd Lee geselecteerd voor de ploeg van bondscoach Guus Hiddink en was eerste keus van de trainer boven Kim Byung-ji. Het toernooi werd georganiseerd door Zuid-Korea en Japan. In eigen land wist Zuid-Korea de beste prestatie ooit op een WK te behalen. Lee speelde alle wedstrijden mee en hield in de kwartfinale een strafschop van Joaquín Sánchez waardoor zijn land doorging naar de halve finale. In de halve finale werd met 1−0 verloren van Duitsland waarna in de troostfinale Turkije met 2−3 te sterk bleek en er een historische vierde plaats werd behaald.
Op het WK 2006 was Lee opnieuw eerste keus om het Zuid-Koreaanse doel te verdedigen. Hij speelde alle drie de wedstrijden mee tegen Zwitserland, Frankrijk en Togo maar kon niet voorkomen dat Zuid-Korea in de groepsfase al werd uitgeschakeld.
In februari 2010 haalde hij met Zuid-Korea de zilveren medaille op het Oost-Aziatisch voetbalkampioenschap en werd later ook opgenomen in de selectie voor het WK in Zuid-Afrika. Op het toernooi kwam de inmiddels 37-jarige doelman niet in actie. In augustus 2010 stopte hij als international. Op 11 augustus 2010 vond zijn afscheidswedstrijd plaats. Er werd met 2-1 gewonnen van het Nigeriaans voetbalelftal dankzij treffers van Yoon Bit-garam en Choi Hyo-jin.

### Gespeelde interlands
| Interlands van Lee Woon-jae voor Zuid-Korea | Interlands van Lee Woon-jae voor Zuid-Korea | Interlands van Lee Woon-jae voor Zuid-Korea | Interlands van Lee Woon-jae voor Zuid-Korea | Interlands van Lee Woon-jae voor Zuid-Korea | Interlands van Lee Woon-jae voor Zuid-Korea | Interlands van Lee Woon-jae voor Zuid-Korea |
| №                                           | Datum                                       | Wedstrijd                                   | Uitslag                                     | Soort wedstrijd                             |                                             |                                             |
| Als speler bij Kyong Hee University         | Als speler bij Kyong Hee University         | Als speler bij Kyong Hee University         | Als speler bij Kyong Hee University         | Als speler bij Kyong Hee University         | Als speler bij Kyong Hee University         | Als speler bij Kyong Hee University         |
| ------------------------------------------- | ------------------------------------------- | ------------------------------------------- | ------------------------------------------- | ------------------------------------------- | ------------------------------------------- | ------------------------------------------- |
| 1                                           | 5 maart 1994                                | Verenigde Staten B – Zuid-Korea             | 1 – 0                                       | Vriendschappelijk                           |                                             |                                             |
| 2                                           | 11 juni 1994                                | Zuid-Korea – Honduras                       | 3 – 0                                       | Vriendschappelijk                           |                                             |                                             |
| 3                                           | 27 juni 1994                                | Duitsland – Zuid-Korea                      | 3 – 2                                       | WK 1994                                     |                                             |                                             |
| 4                                           | 4 februari 1995                             | Joegoslavië – Zuid-Korea                    | 1 – 0                                       | Vriendschappelijk                           |                                             |                                             |
| Als speler bij Suwon Samsung Bluewings      |                                             |                                             |                                             |                                             |                                             |                                             |
| 5                                           | 12 juni 1999                                | Zuid-Korea – Mexico                         | 1 – 1                                       | Korea Cup                                   |                                             |                                             |
| 6                                           | 15 juni 1999                                | Zuid-Korea – Egypte                         | 0 – 0                                       | Korea Cup                                   |                                             |                                             |
| Als speler bij Sangju Sangmu FC             |                                             |                                             |                                             |                                             |                                             |                                             |
| 7                                           | 23 januari 2000                             | Nieuw-Zeeland – Zuid-Korea                  | 0 – 0                                       | Vriendschappelijk                           |                                             |                                             |
| 8                                           | 4 oktober 2000                              | VAE – Zuid-Korea                            | 1 – 1 (4-2 n.s)                             | Internationaal toernooi                     |                                             |                                             |
| 9                                           | 9 oktober 2000                              | Zuid-Korea – Australië                      | 4 – 2                                       | Internationaal toernooi                     |                                             |                                             |
| 10                                          | 16 oktober 2000                             | Zuid-Korea – Koeweit                        | 0 – 1                                       | Aziatisch kampioenschap                     |                                             |                                             |
| 11                                          | 19 oktober 2000                             | Zuid-Korea – Indonesië                      | 3 – 0                                       | Aziatisch kampioenschap                     |                                             |                                             |
| 12                                          | 23 oktober 2000                             | Iran – Zuid-Korea                           | 1 – 2                                       | Aziatisch kampioenschap                     |                                             |                                             |
| 13                                          | 26 oktober 2000                             | Zuid-Korea – Saoedi-Arabië                  | 1 – 2                                       | Aziatisch kampioenschap                     |                                             |                                             |
| 14                                          | 29 oktober 2000                             | China – Zuid-Korea                          | 0 – 1                                       | Aziatisch kampioenschap                     |                                             |                                             |
| 15                                          | 24 januari 2001                             | Noorwegen − Zuid-Korea                      | 3 − 2                                       | Carlsberg Cup                               |                                             |                                             |
| 16                                          | 11 februari 2001                            | VAE − Zuid-Korea                            | 1 − 4                                       | Internationaal toernooi                     |                                             |                                             |
| 17                                          | 24 april 2001                               | Iran – Zuid-Korea                           | 0 − 1                                       | LG Cup                                      |                                             |                                             |
| 18                                          | 26 mei 2001                                 | Zuid-Korea − Kameroen                       | 0 − 0                                       | Vriendschappelijk                           |                                             |                                             |
| 19                                          | 30 mei 2001                                 | Frankrijk – Zuid-Korea                      | 5 − 0                                       | FIFA Confederations Cup                     |                                             |                                             |
| 20                                          | 1 juni 2001                                 | Zuid-Korea − Mexico                         | 2 − 1                                       | FIFA Confederations Cup                     |                                             |                                             |
| 21                                          | 3 juni 2001                                 | Zuid-Korea – Australië                      | 1 − 0                                       | FIFA Confederations Cup                     |                                             |                                             |
| Als speler bij Suwon Samsung Bluewings      |                                             |                                             |                                             |                                             |                                             |                                             |
| 22                                          | 15 augustus 2001                            | Tsjechië – Zuid-Korea                       | 5 − 0                                       | Vriendschappelijk                           |                                             |                                             |
| 23                                          | 13 september 2001                           | Zuid-Korea − Nigeria                        | 2 − 2                                       | Vriendschappelijk                           |                                             |                                             |
| 24                                          | 8 november 2001                             | Zuid-Korea − Senegal                        | 0 − 1                                       | Vriendschappelijk                           |                                             |                                             |
| 25                                          | 10 november 2001                            | Zuid-Korea − Kroatië                        | 2 − 0                                       | Vriendschappelijk                           |                                             |                                             |
| 26                                          | 13 november 2001                            | Zuid-Korea − Kroatië                        | 1 − 1                                       | Vriendschappelijk                           |                                             |                                             |
| 27                                          | 19 januari 2002                             | Verenigde Staten – Zuid-Korea               | 2 − 1                                       | CONCACAF Gold Cup                           |                                             |                                             |
| 28                                          | 27 januari 2002                             | Mexico – Zuid-Korea                         | 0 − 0 (2-4 ns.)                             | CONCACAF Gold Cup                           |                                             |                                             |
| 29                                          | 2 februari 2002                             | Canada − Zuid-Korea                         | 2 − 1                                       | CONCACAF Gold Cup                           |                                             |                                             |
| 30                                          | 13 februari 2002                            | Uruguay − Zuid-Korea                        | 2 − 1                                       | Vriendschappelijk                           |                                             |                                             |
| 31                                          | 20 maart 2002                               | Zuid-Korea − Finland                        | 2 − 0                                       | Vriendschappelijk                           |                                             |                                             |
| 32                                          | 27 april 2002                               | Zuid-Korea − China                          | 0 − 0                                       | Korea-China Cup                             |                                             |                                             |
| 33                                          | 21 mei 2002                                 | Zuid-Korea − Engeland                       | 1 − 1                                       | Vriendschappelijk                           |                                             |                                             |
| 34                                          | 4 juni 2002                                 | Zuid-Korea − Polen                          | 2 − 0                                       | WK 2002                                     |                                             |                                             |
| 35                                          | 10 juni 2002                                | Zuid-Korea − Verenigde Staten               | 1 − 1                                       | WK 2002                                     |                                             |                                             |
| 36                                          | 14 juni 2002                                | Portugal − Zuid-Korea                       | 0 − 1                                       | WK 2002                                     |                                             |                                             |
| 37                                          | 18 juni 2002                                | Zuid-Korea − Italië                         | 2 − 1                                       | WK 2002                                     |                                             |                                             |
| 38                                          | 22 juni 2002                                | Spanje − Zuid-Korea                         | 0 − 0 (3-5 ns.)                             | WK 2002                                     |                                             |                                             |
| 39                                          | 25 juni 2002                                | Duitsland − Zuid-Korea                      | 1 − 0                                       | WK 2002                                     |                                             |                                             |
| 40                                          | 29 juni 2002                                | Zuid-Korea − Turkije                        | 2 − 3                                       | WK 2002                                     |                                             |                                             |
| 41                                          | 20 november 2002                            | Zuid-Korea − Brazilië                       | 2 − 3                                       | Vriendschappelijk                           |                                             |                                             |
| 42                                          | 29 maart 2003                               | Zuid-Korea − Colombia                       | 0 − 0                                       | Vriendschappelijk                           |                                             |                                             |
| 43                                          | 16 april 2003                               | Zuid-Korea − Japan                          | 0 − 1                                       | Vriendschappelijk                           |                                             |                                             |
| 44                                          | 31 mei 2003                                 | Japan − Zuid-Korea                          | 0 − 1                                       | Vriendschappelijk                           |                                             |                                             |
| 45                                          | 8 juni 2003                                 | Zuid-Korea − Uruguay                        | 0 − 2                                       | Vriendschappelijk                           |                                             |                                             |
| 46                                          | 11 juni 2003                                | Zuid-Korea − Argentinië                     | 0 − 1                                       | Vriendschappelijk                           |                                             |                                             |
| 47                                          | 25 september 2003                           | Zuid-Korea − Vietnam                        | 5 − 0                                       | Aziatisch kampioenschap kwalificatie        |                                             |                                             |
| 48                                          | 27 september 2003                           | Zuid-Korea − Oman                           | 1 − 0                                       | Aziatisch kampioenschap kwalificatie        |                                             |                                             |
| 49                                          | 19 oktober 2003                             | Zuid-Korea − Vietnam                        | 0 − 1                                       | Aziatisch kampioenschap kwalificatie        |                                             |                                             |
| 50                                          | 21 oktober 2003                             | Oman − Zuid-Korea                           | 3 − 1                                       | Aziatisch kampioenschap kwalificatie        |                                             |                                             |
| 51                                          | 24 oktober 2003                             | Zuid-Korea − Nepal                          | 7 − 0                                       | Aziatisch kampioenschap kwalificatie        |                                             |                                             |
| 52                                          | 18 november 2003                            | Zuid-Korea − Bulgarije                      | 0 − 1                                       | Vriendschappelijk                           |                                             |                                             |
| 53                                          | 4 december 2003                             | Hongkong − Zuid-Korea                       | 1 − 3                                       | Oost-Aziatisch kampioenschap                |                                             |                                             |
| 54                                          | 7 december 2003                             | Zuid-Korea − China                          | 1 − 0                                       | Oost-Aziatisch kampioenschap                |                                             |                                             |
| 55                                          | 10 december 2003                            | Japan − Zuid-Korea                          | 0 − 0                                       | Oost-Aziatisch kampioenschap                |                                             |                                             |
| 56                                          | 18 februari 2004                            | Zuid-Korea − Libanon                        | 2 − 0                                       | WK 2006 kwalificatie                        |                                             |                                             |
| 57                                          | 31 maart 2004                               | Maldiven − Zuid-Korea                       | 0 − 0                                       | WK 2006 kwalificatie                        |                                             |                                             |
| 58                                          | 28 april 2004                               | Zuid-Korea − Paraguay                       | 0 − 0                                       | Vriendschappelijk                           |                                             |                                             |
| 59                                          | 2 juni 2004                                 | Zuid-Korea − Turkije                        | 0 − 1                                       | Vriendschappelijk                           |                                             |                                             |
| 60                                          | 9 juni 2004                                 | Zuid-Korea − Vietnam                        | 2 − 0                                       | WK 2006 kwalificatie                        |                                             |                                             |
| 61                                          | 10 juli 2004                                | Zuid-Korea − Bahrein                        | 2 − 0                                       | Vriendschappelijk                           |                                             |                                             |
| 62                                          | 14 juli 2004                                | Zuid-Korea − Trinidad en Tobago             | 1 − 1                                       | Vriendschappelijk                           |                                             |                                             |
| 63                                          | 19 juli 2004                                | Zuid-Korea − Jordanië                       | 0 − 0                                       | Aziatisch kampioenschap                     |                                             |                                             |
| 64                                          | 23 juli 2004                                | VAE – Zuid-Korea                            | 0 − 2                                       | Aziatisch kampioenschap                     |                                             |                                             |
| 65                                          | 27 juli 2004                                | Zuid-Korea − Koeweit                        | 4 − 0                                       | Aziatisch kampioenschap                     |                                             |                                             |
| 66                                          | 31 juli 2004                                | Zuid-Korea − Iran                           | 3 − 4                                       | Aziatisch kampioenschap                     |                                             |                                             |
| 67                                          | 8 september 2004                            | Vietnam − Zuid-Korea                        | 1 − 2                                       | WK 2006 kwalificatie                        |                                             |                                             |
| 68                                          | 13 oktober 2004                             | Libanon − Zuid-Korea                        | 1 − 1                                       | WK 2006 kwalificatie                        |                                             |                                             |
| 69                                          | 17 november 2004                            | Zuid-Korea − Maldiven                       | 2 − 0                                       | WK 2006 kwalificatie                        |                                             |                                             |
| 70                                          | 19 december 2004                            | Zuid-Korea − Duitsland                      | 3 − 1                                       | Vriendschappelijk                           |                                             |                                             |
| 71                                          | 15 januari 2005                             | Colombia − Zuid-Korea                       | 2 − 1                                       | Vriendschappelijk                           |                                             |                                             |
| 72                                          | 22 januari 2005                             | Zweden − Zuid-Korea                         | 1 − 1                                       | Vriendschappelijk                           |                                             |                                             |
| 73                                          | 4 februari 2005                             | Zuid-Korea – Egypte                         | 0 − 1                                       | Vriendschappelijk                           |                                             |                                             |
| 74                                          | 9 februari 2005                             | Zuid-Korea – Koeweit                        | 2 − 0                                       | WK 2006 kwalificatie                        |                                             |                                             |
| 75                                          | 25 maart 2005                               | Saoedi-Arabië − Zuid-Korea                  | 2 − 0                                       | WK 2006 kwalificatie                        |                                             |                                             |
| 76                                          | 30 maart 2005                               | Zuid-Korea – Oezbekistan                    | 2 − 1                                       | WK 2006 kwalificatie                        |                                             |                                             |
| 77                                          | 3 juni 2005                                 | Oezbekistan − Zuid-Korea                    | 1 − 1                                       | WK 2006 kwalificatie                        |                                             |                                             |
| 78                                          | 8 juni 2005                                 | Koeweit − Zuid-Korea                        | 0 − 4                                       | WK 2006 kwalificatie                        |                                             |                                             |
| 79                                          | 31 juli 2005                                | Zuid-Korea – China                          | 1 − 1                                       | Oost-Aziatisch kampioenschap                |                                             |                                             |
| 80                                          | 4 augustus 2005                             | Zuid-Korea – Noord-Korea                    | 0 − 0                                       | Oost-Aziatisch kampioenschap                |                                             |                                             |
| 81                                          | 7 augustus 2005                             | Zuid-Korea – Japan                          | 0 − 1                                       | Oost-Aziatisch kampioenschap                |                                             |                                             |
| 82                                          | 17 augustus 2005                            | Zuid-Korea – Saoedi-Arabië                  | 0 − 1                                       | WK 2006 kwalificatie                        |                                             |                                             |
| 83                                          | 12 oktober 2005                             | Zuid-Korea − Iran                           | 2 − 0                                       | Vriendschappelijk                           |                                             |                                             |
| 84                                          | 12 november 2005                            | Zuid-Korea − Zweden                         | 2 − 2                                       | Vriendschappelijk                           |                                             |                                             |
| 85                                          | 16 november 2005                            | Zuid-Korea − Servië en Montenegro           | 2 − 0                                       | Vriendschappelijk                           |                                             |                                             |
| 86                                          | 18 januari 2006                             | VAE – Zuid-Korea                            | 1 − 0                                       | Vriendschappelijk                           |                                             |                                             |
| 87                                          | 21 januari 2006                             | Griekenland − Zuid-Korea                    | 1 − 1                                       | LG Cup                                      |                                             |                                             |
| 88                                          | 25 januari 2006                             | Finland − Zuid-Korea                        | 0 − 1                                       | LG Cup                                      |                                             |                                             |
| 89                                          | 29 januari 2006                             | Zuid-Korea − Kroatië                        | 2 − 0                                       | Carlsberg Cup                               |                                             |                                             |
| 90                                          | 1 februari 2006                             | Zuid-Korea − Denemarken                     | 1 − 3                                       | Carlsberg Cup                               |                                             |                                             |
| 91                                          | 11 februari 2006                            | Zuid-Korea − Costa Rica                     | 0 − 1                                       | Vriendschappelijk                           |                                             |                                             |
| 92                                          | 15 februari 2006                            | Mexico − Zuid-Korea                         | 0 − 1                                       | Vriendschappelijk                           |                                             |                                             |
| 93                                          | 22 februari 2006                            | Syrië − Zuid-Korea                          | 1 − 2                                       | Aziatisch kampioenschap kwalificatie        |                                             |                                             |
| 94                                          | 1 maart 2006                                | Zuid-Korea − Angola                         | 1 − 0                                       | Vriendschappelijk                           |                                             |                                             |
| 95                                          | 23 mei 2006                                 | Zuid-Korea − Senegal                        | 1 − 1                                       | Vriendschappelijk                           |                                             |                                             |
| 96                                          | 26 mei 2006                                 | Zuid-Korea − Bosnië en Herzegovina          | 2 − 0                                       | Vriendschappelijk                           |                                             |                                             |
| 97                                          | 1 juni 2006                                 | Noorwegen − Zuid-Korea                      | 0 − 0                                       | Vriendschappelijk                           |                                             |                                             |
| 98                                          | 4 juni 2006                                 | Ghana − Zuid-Korea                          | 3 − 1                                       | Vriendschappelijk                           |                                             |                                             |
| 99                                          | 13 juni 2006                                | Zuid-Korea − Togo                           | 2 − 1                                       | WK 2006                                     |                                             |                                             |
| 100                                         | 18 juni 2006                                | Frankrijk − Zuid-Korea                      | 1 − 1                                       | WK 2006                                     |                                             |                                             |
| 101                                         | 23 juni 2006                                | Zwitserland − Zuid-Korea                    | 2 − 0                                       | WK 2006                                     |                                             |                                             |
| 102                                         | 6 september 2006                            | Zuid-Korea − Taiwan                         | 8 − 0                                       | Aziatisch kampioenschap kwalificatie        |                                             |                                             |
| 103                                         | 2 juni 2007                                 | Zuid-Korea − Nederland                      | 0 − 2                                       | Vriendschappelijk                           |                                             |                                             |
| 104                                         | 5 juli 2007                                 | Zuid-Korea − Oezbekistan                    | 2 − 1                                       | Vriendschappelijk                           |                                             |                                             |
| 105                                         | 11 juli 2007                                | Zuid-Korea − Saoedi-Arabië                  | 1 − 1                                       | Aziatisch kampioenschap                     |                                             |                                             |
| 106                                         | 15 juli 2007                                | Bahrein − Zuid-Korea                        | 2 − 1                                       | Aziatisch kampioenschap                     |                                             |                                             |
| 107                                         | 18 juli 2007                                | Indonesië − Zuid-Korea                      | 0 − 1                                       | Aziatisch kampioenschap                     |                                             |                                             |
| 108                                         | 22 juli 2007                                | Iran − Zuid-Korea                           | 0 − 0 (2-4 ns.)                             | Aziatisch kampioenschap                     |                                             |                                             |
| 109                                         | 25 juli 2007                                | Irak − Zuid-Korea                           | 0 − 0 (4-3 ns.)                             | Aziatisch kampioenschap                     |                                             |                                             |
| 110                                         | 28 juli 2007                                | Zuid-Korea − Japan                          | 0 − 0 (6-5 ns.)                             | Aziatisch kampioenschap                     |                                             |                                             |
| 111                                         | 14 november 2008                            | Qatar − Zuid-Korea                          | 1 − 1                                       | Vriendschappelijk                           |                                             |                                             |
| 112                                         | 28 november 2008                            | Saoedi-Arabië − Zuid-Korea                  | 0 - 2                                       | WK 2010 kwalificatie                        |                                             |                                             |
| 113                                         | 1 februari 2009                             | Syrië − Zuid-Korea                          | 1 − 1                                       | Vriendschappelijk                           |                                             |                                             |
| 114                                         | 4 februari 2009                             | Bahrein − Zuid-Korea                        | 2 − 2                                       | Vriendschappelijk                           |                                             |                                             |
| 115                                         | 11 februari 2009                            | Iran – Zuid-Korea                           | 1 − 1                                       | WK 2010 kwalificatie                        |                                             |                                             |
| 116                                         | 28 maart 2009                               | Zuid-Korea − Irak                           | 2 − 1                                       | Vriendschappelijk                           |                                             |                                             |
| 117                                         | 1 april 2009                                | Zuid-Korea – Noord-Korea                    | 1 − 0                                       | WK 2010 kwalificatie                        |                                             |                                             |
| 118                                         | 6 juni 2009                                 | VAE − Zuid-Korea                            | 0 − 2                                       | WK 2010 kwalificatie                        |                                             |                                             |
| 119                                         | 10 juni 2009                                | Zuid-Korea – Saoedi-Arabië                  | 0 − 0                                       | WK 2010 kwalificatie                        |                                             |                                             |
| 120                                         | 17 juni 2009                                | Zuid-Korea − Iran                           | 1 − 1                                       | WK 2010 kwalificatie                        |                                             |                                             |
| 121                                         | 12 augustus 2009                            | Zuid-Korea − Paraguay                       | 1 − 0                                       | Vriendschappelijk                           |                                             |                                             |
| 122                                         | 5 september 2009                            | Zuid-Korea – Australië                      | 3 − 1                                       | Vriendschappelijk                           |                                             |                                             |
| 123                                         | 14 oktober 2009                             | Zuid-Korea − Senegal                        | 2 − 0                                       | Vriendschappelijk                           |                                             |                                             |
| 124                                         | 14 november 2009                            | Denemarken − Zuid-Korea                     | 0 − 0                                       | Vriendschappelijk                           |                                             |                                             |
| 125                                         | 9 januari 2010                              | Zambia − Zuid-Korea                         | 4 − 2                                       | Vriendschappelijk                           |                                             |                                             |
| 126                                         | 18 januari 2010                             | Finland − Zuid-Korea                        | 0 − 2                                       | Vriendschappelijk                           |                                             |                                             |
| 127                                         | 7 februari 2010                             | Zuid-Korea − Hongkong                       | 5 − 0                                       | Oost-Aziatisch kampioenschap                |                                             |                                             |
| 128                                         | 10 februari 2010                            | Zuid-Korea − China                          | 0 − 3                                       | Oost-Aziatisch kampioenschap                |                                             |                                             |
| 129                                         | 14 februari 2010                            | Japan − Zuid-Korea                          | 1 − 3                                       | Oost-Aziatisch kampioenschap                |                                             |                                             |
| 130                                         | 3 maart 2010                                | Ivoorkust − Zuid-Korea                      | 0 − 2                                       | Vriendschappelijk                           |                                             |                                             |
| 131                                         | 30 mei 2010                                 | Wit-Rusland − Zuid-Korea                    | 1 − 0                                       | Vriendschappelijk                           |                                             |                                             |
| 132                                         | 3 juni 2010                                 | Spanje − Zuid-Korea                         | 1 − 0                                       | Vriendschappelijk                           |                                             |                                             |
| 133                                         | 11 augustus 2010                            | Zuid-Korea − Nigeria                        | 2 − 1                                       | Vriendschappelijk                           |                                             |                                             |

N.B. De vriendschappelijke wedstrijd tegen Oman op 3 juni 2009 is niet opgenomen in de lijst.

## Erelijst

### Club
| K League Classic         | 4 | 1998, 1999, 2004, 2008                                 |
| Koreaanse FA Cup         | 3 | 2002, 2009, 2010                                       |
| Koreaanse League Cup     | 4 | 1999 (Adidas Cup), 1999 (Daehanhwajae Cup), 2005, 2008 |
| Koreaanse Super Cup      | 2 | 1999, 2005                                             |
| AFC Champions League     | 1 | 2001/02                                                |
| AFC Super Cup            | 1 | 2002                                                   |
| A3 Champions Cup         | 1 | 2005                                                   |
| Pan-Pacific Championship | 1 | 2009                                                   |

### Internationaal
| Aziatische Spelen                    | Brons         | 2002       |
| Aziatisch kampioenschap voetbal      | Brons         | 2000, 2007 |
| Oost-Aziatisch kampioenschap voetbal | Goud · Zilver | 2003 2010  |
| Wereldkampioenschap voetbal          | 4e            | 2002       |